# David Sharpe (acteur)
Pour les articles homonymes, voir David Sharpe.
David Hardin Sharpe (né le 2 février 1910 à Saint-Louis, Missouri et mort le 30 mars 1980 à Altadena, Californie) est un acteur et cascadeur américain.
Il a été appelé le « prince héritier de Daredevils » et se classe aux côtés de Yakima Canutt comme l'un des plus grands cascadeurs d'Hollywood de tous les temps . Il est apparu dans plus de 5 000 films, pendant six décennies, mais la plupart de ses apparitions n'étaient pas créditées au générique des films.
Il a été marié pendant une courte période à l'actrice Gertrude Messinger (en). Après la mort, en 1965, du frère de Gertrude, Buddy, il a épousé la veuve de celui-ci, Margaret Messinger.

## Biographie
David Sharpe commence sa carrière cinématographique en tant qu'enfant acteur dans les années 1920. Il fait sa première apparition devant la caméra à l'âge de 12 ans, comme cascadeur, dans le film de Douglas Fairbanks Robin des Bois (1922).
En 1939, il devient coordinateur des cascades pour Republic Pictures et le reste jusqu'à la mi-1942, lorsque les États-Unis entrent en guerre dans la Seconde Guerre mondiale. Il a été remplacé dans ce rôle par Tom Steele (en) tandis qu'il rejoint le Army Air Corps en 1943.

## Filmographie partielle
- 1922 : Robin des Bois, de Douglas Fairbanks
- 1923 : Scaramouche, de Rex Ingram
- 1936 : Collegiate de Ralph Murphy
- 1936 : Gun Grit de William Berke
- 1937 : Melody of the Plains de Sam Newfield
- 1939 : Les Trois Diables rouges, de William Witney et John English
- 1939 : Le Bandit du Wyoming (Wyoming Outlaw), de George Sherman
- 1941 : L'Échappé de la chaise électrique (Man Made Monster), de George Waggner
- 1949 : King of the Rocket Men de Fred C. Brannon
- 1950 : Le Marchand de bonne humeur (The Good Humor Man) de Lloyd Bacon
- 1953 : Le Déserteur de Fort Alamo, de Budd Boetticher
- 1978 : Le ciel peut attendre (Heaven Can Wait), de Warren Beatty et Buck Henry